# Нидернберг
Нидернберг (њем. Niedernberg) општина је у њемачкој савезној држави Баварска. Једно је од 32 општинска средишта округа Милтенберг. Према процјени из 2010. у општини је живјело 4.971 становника. Посједује регионалну шифру (AGS) 9676144.

## Географски и демографски подаци
Нидернберг се налази у савезној држави Баварска у округу Милтенберг. Општина се налази на надморској висини од 117 метара. Површина општине износи 15,6 km². У самом мјесту је, према процјени из 2010. године, живјело 4.971 становника. Просјечна густина становништва износи 319 становника/km².

## Међународна сарадња
| Мјесто | Држава    | Врста сарадње | Од    |
| ------ | --------- | ------------- | ----- |
|        | Француска | партнерство   | 1975. |
| Извор  |           |               |       |